# Oscar Grégoire
Oscar Grégoire (Moskou, 27 maart 1877 - 1947) was een Belgisch waterpolospeler en rugslagzwemmer.
Oscar Grégoire nam als waterpoloër driemaal deel aan de Olympische Spelen; in 1900, 1908 en 1912. In 1900 won hij een zilveren medaille, in 1908 alweer zilver, en in 1912 brons.
Hij nam in 1908 en 1912 deel aan de 100 meter rugslag, maar viel beide keren af in de eerste ronde. Hij werd ook vijfmaal Belgisch kampioen op dit nummer.

## Belgische kampioenschappen
Langebaan
| Onderdeel     | Jaar                         |
| ------------- | ---------------------------- |
| 100 m rugslag | 1907, 1908, 1909, 1910, 1919 |

Jean de Backer · 
Victor de Behr · 
Henri Cohen · 
Fernand Feyaerts · 
Oscar Grégoire · 
Albert Michant · 
Victor Sonnemans
Victor Boin · 
Herman Donners · 
Fernand Feyaerts · 
Oscar Grégoire · 
Herman Meyboom · 
Albert Michant · 
Joseph Pletincx
Victor Boin · 
Félicien Courbet · 
Herman Donners · 
Albert Durant · 
Oscar Grégoire · 
Jean Hoffman · 
Herman Meyboom · 
Pierre Nijs · 
Joseph Pletincx